# Bergholz (Ohio)
Bergholz é uma vila localizada no estado norte-americano de Ohio, no Condado de Jefferson.

## Demografia
Segundo o censo norte-americano de 2000, a sua população era de 769 habitantes. 
Em 2006, foi estimada uma população de 748, um decréscimo de 21 (-2.7%).

## Geografia
De acordo com o United States Census Bureau tem uma área de 
1,4 km², dos quais 1,4 km² cobertos por terra e 0,0 km² cobertos por água.

## Localidades na vizinhança
O diagrama seguinte representa as localidades num raio de 20 km ao redor de Bergholz. 